# 琉森音樂節
47°02′56″N 8°18′23″E / 47.04889°N 8.30639°E

2006琉森音樂節-夏日之主題「語言」

琉森音樂節（Lucerne Festival）是歐洲主要的音樂節之一，舉辦地位於瑞士中部的城市琉森。自1938年由當時著名的指揮家托斯卡尼尼創立以來，已有六十多年的歷史，經歷多位著名的指揮家（包括福特萬格勒、卡拉揚、庫貝利克、Paul Sacher、克勞迪奧·阿巴多)。2014年初阿巴多逝世后琉森音乐节宣布暂时由拉脱维亚指挥家尼尔森斯负责音乐节。2015年8月琉森管弦乐团宣布意大利指挥家里卡多·夏伊为新任音乐总监。
阿巴多自2003年接任琉森音樂節音樂總監後，成立了琉森節慶管弦樂團，接收歐洲知名管弦樂團中的演奏家。在琉森音樂節駐節演出的樂團，除琉森節慶管弦樂團外，柏林愛樂管弦樂團、馬勒室內管弦樂團也都是琉森音樂節的常客。過去參加琉森音樂節的客席樂團更是不計其數。
每年琉森音樂節包含三個大的節慶：
1. Ostern （復活節），自1988年起
  - 舉辦時間：每年復活節期間，為期約一週
  - 類型：以宗教音樂為主，演出地點多在琉森的教堂
2. Sommer （夏日），自1938年起
  - 舉辦時間：每年八月至九月，為期約七～八週
  - 琉森當地年度最盛大的活動，舉辦六十場以上大大小小的音樂會，其中交響樂演出佔將近半數。
  - 類型：走的是正統Classical Music路線，包括交響樂、器樂或聲樂獨奏（唱）會，室內樂以及現代音樂等，演出地點多是鄰近琉森火車站的琉森文化會議中心（Kultur- und Kongresszentrum Luzern,KKL）內的音樂廳。
  - 樂團：琉森節慶管弦樂團及其他客席樂團
  - 最令全球音樂界所關注。一般提到琉森音樂節，通常就是指夏日（Sommer）。
3. Piano （鋼琴），自1998年起
  - 舉辦時間：每年十一月，為期約一週
  - 類型：邀集世界著名鋼琴家前來舉行獨奏會

琉森音樂節還有其他種類的音樂節活動，包括街頭音樂節（Strassenfestival，舉辦於「琉森音樂節－夏日」期間，以邀請世界各地著名之街頭音樂藝人來到琉森，在城裡各大廣場進行演出），學院音樂節（Lucernce Festival Academy，也舉辦於「琉森音樂節－夏日」期間）等。

## 相關連結
- 琉森音樂節官方網站 （页面存档备份，存于）